# Casa-museo de Pizarro
La Casa museo de Pizarro es un museo ubicado en Trujillo (España), dedicado a Francisco Pizarro, conquistador del Perú. Ha sido creado en la casa donde supuestamente Pizarro nació.

## Descripción
El museo se ubica en una casa solariega del siglo XV, a la que se accede por una portada con el escudo de los Pizarro. El lugar ha sido identificado por algunos historiadores como la casa donde Francisco Pizarro nació, aunque otros han descartado esta teoría.
El espacio consta de dos plantas. En la primera se ha recreado el espacio de la casa, con mobiliario y documentos de la época. En la planta superior se ha instalado una exposición sobre la conquista americana, el Tahuantinsuyo, la conquista del Perú y la vida colonial. Además posee un patio con plantas procedentes del continente americano.